# Беер Шева
Беер Шева (на иврит „7 кладенеца“; на иврит: בְּאֵר שֶׁבַע; на гръцки: Βηρσαβεε; на латински: Bersabee; на арабски: بئر السبع; на турски: Birüssebi) е град в Южен Израел.
Това е най-големият град в пустинята Негев с население от 207 551 души (2018) в рамките на града и около 575 000 жители в широкия градски район. Той е административен център на най-големия окръг в Израел – Южния.

## История
Беер Шева е много стар град. Приема се, че е основан от израелските племена около 10 век пр.н.е. Останките от някогашното израелтянско селище са добре запазени и днес. Според Библията, кладенците на града са изкопани от Авраам и Исаак при заселването им по тези места.
През вековете селището е попадало в ръцете на египтяни, римляни, после в ръцете на византийци, араби, а през 16 век попада в ръцете на Османската империя. Под властта на османците селището е малко и неособено развито. Разположено в пустинята, то е отправна точка на за бедуините, и съответно преобладаващото население са араби. Едва през 19 век в селището е поставена османска войска, и до него стига железопътна линия. По време на Първата световна война около Беер Шева се разиграват драматични боеве, като самият град е част от османката отбранителна линия Газа – Беер Шева. По време на Британския мандат в Палестина Беер Шева става значим администртаивен център, а през 1917 – 1918 г. е построена железопътната линия Рафах – Беер Шева.
Съгласно Плана за разделяне на Палестина (1947) между араби и евреи, около четирихилядния предимно арабски град Беер Шева остава владения на арабите. През 1948 г. по време на арабско-израелската война израелският премиер Давид Бен-Гурион дава зелена светлина за превземането на Беер Шева. Градът е превзет, а арабското население доброволно и принудително го напуска.
В рамките на Израел Беер Шева се разраства и развива драстично, превръщайки се в значим административен и икономически център.

## Икономика
В югоизточната част на града е разположена голяма индустриална зона с предприятия работещи в сферата на производството на керамика, строителни материали и в областта на химическата промишленост.

## Образование
През 1966 г. в града се основава Негевският университет „Давид Бен-Гурион“, един от най-известните и реномирани университети в Израел.

## Побратимени градове
- Адана, Турция
- Адис Абеба, Етиопия от 2004 г.
- Монреал, Канада
- Сиатъл, САЩ
- Уинипег, Канада